# Edward Lascelles
Pour les articles homonymes, voir Lascelles.
Edward Lascelles, 1er comte de Harewood, né le 7 janvier 1740 et mort le 3 avril 1820, est un pair et député britannique.

## Biographie
Il est le fils de Edward Lascelles, un agent des douanes de la Barbade. À la mort sans enfants de son cousin, Edwin Lascelles, 1er baron de Harewood, Edward hérite de la fortune familiale, gagnée dans les douanes, les postes et la traite des esclaves.
Il est élu comme député Whig pour Northallerton de 1761 à 1774, et de 1790 à 1796. L'année suivante, il est élevé à la pairie en tant que baron Harewood, de Harewood, dans le comté d'York. En 1812, il est fait vicomte Lascelles et comte de Harewood, dans le comté d'York.

## Famille
Edward Lascelles épouse Anne Chaloner (c. 1742 – 22 février 1805), le 12 mai 1761. Ils ont quatre enfants:
- Lady Marie Anne Lascelles (d. 1831), épouse Richard York.
- Edward Lascelles, vicomte de Lascelles (c. 1767–1814), mort célibataire.
- Henry Lascelles (2e comte de Harewood) (1767–1841)
- Lady Frances Lascelles (c. 1777–1817), mariée avec le député John Douglas (1756–1818), fils de James Douglas (14e comte de Morton).